# Anne de Léon
Anne de Léon, parfois mentionnée Emma de Léon, est une aristocrate bretonne du XIe siècle, dame de Rennes et de Porhoët. Elle naît vers 1065 et meurt en 1092. Elle est connue par des chartes de donations à l'abbaye de Redon, où elle fut probablement inhumée.

## Origine
Anne de Léon est la fille de Guyomarch II de Léon (v. 1030 - 1103) et de Orwen de Cornouailles (v. 1035 - ?).

## Mariage et descendance
De son mariage avec Eudon Ier de Porhoët, vicomte de Rennes et Porhoët, naissent cinq enfants : 
- Josselin II de Porhoët, vicomte de Rennes, seigneur de Porhoët ;
- Geoffroi de Porhoët, vicomte de Porhoët ;
- Guéthénoc de Porhoët, mort avant 1114 ;
- une fille mariée à Simon II, baron de La Roche-Bernard ;
- Alain Ier de Rohan, vicomte de Rohan en 1127, auteur de la maison de Rohan.